# 氷見漁港
氷見漁港（ひみぎょこう）は、富山県氷見市にある第3種漁港である。漁港管理者は富山県。
漁獲物の水揚げ量では、富山県下第1位である（2019年時点）。

## 概要
漁港面積は約35万 m2（うち泊地面積は約14万 m2）。
氷見漁港の第一の特徴は、定置網漁法による漁獲である。富山湾は1000 m以上の深度を持ち、深海の冷水が海面近くまで上昇する好漁場として知られるが、氷見付近は大陸棚が5 km沖合まで発達しており、浅い海が広がっている。そのため、氷見沖合では天正年間（安土桃山時代）より定置網漁法が発達した。21世紀初頭における氷見漁港の漁獲の約8割は定置網漁法によるものである。氷見に発祥した定置網漁法は、越中式定置網と呼ばれている。
氷見市の定置網漁業で水揚げされる魚種別漁獲量は、イワシ類が61.1％、イカ類が13.9％、ブリ類が4.3％におよび、その漁獲量は富山県全体海面漁業漁獲量（41,575％）の31％に相当する13,033 tを占める。氷見漁港では春にはイワシ、夏にはマグロ、秋から冬にかけてはブリがそれぞれ多く水揚げされている。氷見沿岸およびその近海で漁獲されるイワシは、『広辞苑』で「氷見鰯」として紹介されている。また、氷見で秋から冬に漁獲されるブリはその味の良さから「ひみ寒ぶり」としてブランド化されている（後述）。ブリやイワシなどの漁獲量は年間約13,000 tにおよぶ。
氷見漁港には、競り市が行われる氷見魚市場が設置されている。魚市場二階の魚市場食堂前から朝の漁港の風景。活気のある朝の競り。見学は無料。その他、漁港からは寒ブリ漁を見学する観光船が発着し、また競り市の様子も見学できる。
21世紀初頭において、氷見漁港の防波堤延長は658 m、係留施設延長は1869 m、2019年の利用漁船は102隻、水揚高（属地陸揚量）は4,831 t、漁獲金額（属地陸揚金額）は12.27億円にのぼる。氷見漁港を本拠とする氷見漁業協同組合は1988年6月1日に氷見市内の6漁業協同組合（氷見、氷見浦、阿尾、薮田、宇波、女良）、高岡市の太田浦漁業協同組合および氷見販売漁業協同組合連合会が統合して発足した北陸最大級の漁業協同組合で、組合員1,608名（2021年度、うち正組合員714名）を擁する。

### ひみ寒ぶり
晩秋から初冬にかけて能登半島付近を低気圧が通過すると、地響きのような雷鳴とともに強風が吹き荒れ、富山湾が時化る日がある。この時にブリの餌となる小魚が氷見沿岸に迷い込み、それを追ってきたブリが氷見沖の定置網に入ることから、地元ではこの雷鳴を「鰤起こし」と呼ぶ。この時期に氷見で漁獲されるブリは脂の乗りが良く、身が締まっており、刺身、塩焼き、ぶり大根、ブリしゃぶなどで賞味される。また身だけでなく、あらや内臓、鰓、皮も様々な調理法で賞味される。氷見で漁獲されたブリは、江戸時代から幕府への献上品としても用いられていた。
「氷見ブリ」は冬の間に北海道や東北地方から日本海を南下して氷見沖周辺の大型定置網で水揚げされ、氷見漁業協同組合卸売市場に水揚げされた天然ブリを指す。その中でも、氷見魚ブランド対策協議会が判定した期間に富山湾の定置網で捕獲され、氷見漁港で競られた6 kg以上のブリは「ひみ寒ぶり」としてブランド化されており、その基準に適合するブリは1尾ごとに氷見漁港で競られたことを証明する販売証明書を貼り付け、統一の青箱に入れて出荷する。
「氷見ブリ」は全国的に有名なブランド魚として知られるが、氷見沖だけでなく、同じく富山湾の石川県能登半島沖（能都沖・七尾沖・珠洲沖）で漁獲されたブリも氷見漁港で水揚げされれば「氷見ブリ」として流通している。氷見の対岸に位置する石川県鳳珠郡能登町の石川県漁業協同組合は、能登町の前身自治体である能都町の能都町漁業協同組合時代から、能都沖のブリが氷見に水揚げされ「氷見ブリ」として市場に流通することを防ぎ、「氷見ブリ」に匹敵する「自前の全国ブランド」を目指すため、1本10 kg以上の高品質なブリに「のと寒ぶり」のタグを付けて出荷するという試みを行っている。氷見漁協も産地偽装問題（福井県沖で漁獲されたブリを「氷見ブリ」と称して販売していた事例）の発覚を受け、地域ブランドとして商標登録するなどの対策を検討している。

## 沿革
- 江戸時代 - 河西七浦の一つとして、越中米の積出港、藩用材（陸奥国津軽地方、蝦夷地松前藩から）の積み下ろし港としても賑わった。当時は現在よりやや南側、湊川の河口にあって、魚市場、魚問屋は中ノ橋周辺に集中していた[17]。
- 1922年 - 指定湾港に編入される[17]。
- 1923年 - 氷見町により第一次氷見漁港修築工事が開始される[2]。
- 1928年9月21日 - 修築工事が完成[18]。現在地に近代的設備を誇る新漁港が完成し、移転[17]。
- 1952年6月23日 - 第3種漁港に指定[19]。
- 1955年から1959年頃 -上庄川の土砂の堆積を防止するため、漁港北側に西導流堤（159m）を築造[17][2]。
- 1960年 - 東道流堤（78m）を南側に増設[2]。
- 1968年 - 泊地の拡張、物揚場の新設、新南防波堤の築造などの工事が竣工[17]。
- 1981年3月 - 昭和55年度漁村緊急整備事業に基づき氷見販売漁業協同組合連合会の全自動製氷工場が竣工。製氷能力一日30t、貯氷能力200tの製氷貯氷場完成[2]。
- 1989年 - 漁港内に『ひみ水産センター』完成[2]。
- 1992年
  - 3月25日 - 水産庁のマリノベーション拠点漁港整備地区に認定される[9]。
  - 5月22日 - 氷見新漁港開港（1955年当時の約8倍の規模となった）[9][2]。
- 1999年11月29日 - 旧魚市場跡地にて『氷見フィッシャーマンズワーフ海鮮館』起工式[2]
- 2000年4月21日 - 氷見フィッシャーマンズワーフ海鮮館が開館[2]。
- 2012年9月23日 - フィッシャーマンズワーフ海鮮館閉鎖[20]。
- 2015年4月 - ひみ漁業交流館「魚々座（ととざ）」が開館[21]。
- 2017年
  - 1月 - ひみ漁業交流館「魚々座」は指定管理者制度に移行[22]のため、一時休館。
  - 7月14日に、「氷見市漁業文化交流センター」として再オープン[23]。

## 主な魚種
- イワシ類
- イカ類
- アジ類
- サバ類
- シイラ
- ブリ

## 主な漁業
- 大型定置網
- 小型定置網
- 敷き網漁業
- 刺し網漁業
- 地曳網漁業
- 採貝採藻漁業
- 一本釣り漁業